# Julus porathi
Julus porathi är en mångfotingart som beskrevs av Karl Wilhelm Verhoeff 1893. Julus porathi ingår i släktet Julus och familjen kejsardubbelfotingar. Inga underarter finns listade i Catalogue of Life.